# Strunkobia pamirica
Strunkobia pamirica är en spindeldjursart som beskrevs av Livshits och P. Mitrofanov 1972. Strunkobia pamirica ingår i släktet Strunkobia och familjen Tetranychidae. Inga underarter finns listade i Catalogue of Life.